# Dioscorea hastata
Dioscorea hastata là một loài thực vật có hoa trong họ Dioscoreaceae. Loài này được Mill. mô tả khoa học đầu tiên năm 1768.